# فرودگاه تومنگانگ
فرودگاه تومنگانگ  (به انگلیسی: Tommanggong Airport) (به زبان بومی: Lapangan Terbang Tommanggong) یک فرودگاه همگانی با کد یاتا TMG است که یک باند فرود شن دارد و طول باند آن ۶۷۰ متر است. این فرودگاه در کشور مالزی قرار دارد و در ارتفاع ۸ متری از سطح دریا واقع شده است.